# پاول فلیکس شمیت
پاول فلیکس شمیت (آلمانی: Paul Felix Schmidt؛ ۲۰ اوت ۱۹۱۶ – ۱۱ اوت ۱۹۸۴) یک شیمی‌دان اهل آلمان بود.